# Oxyá
Oxyá är en ort i Grekland.   Den ligger i prefekturen Nomós Kardhítsas och regionen Thessalien, i den centrala delen av landet, 240 km nordväst om huvudstaden Aten. Oxyá ligger 845 meter över havet och antalet invånare är 212.
Terrängen runt Oxyá är bergig åt sydväst, men åt nordost är den kuperad. Runt Oxyá är det ganska glesbefolkat, med 43 invånare per kvadratkilometer. Närmaste större samhälle är Mouzáki, 10,0 km nordost om Oxyá. I omgivningarna runt Oxyá växer i huvudsak blandskog.